# Cá vồ cờ
Cá vồ cờ (danh pháp khoa học: Pangasius sanitwongsei) là một loài cá nước ngọt thuộc họ Cá tra (Pangasiidae) của bộ Cá da trơn (Siluriformes), sinh sống trong lưu vực sông Chao Phraya và Mê Kông. Loài cá này là cá ăn đáy. Cá được mệnh danh là "thủy quái" trên dòng Mekong vì vóc dáng khổng lồ và sự hung hãn. Gọi là vồ cờ vì cái vây trên lưng cá vươn cao như ngọn cờ, lúc nó bơi, rẽ sóng như cá mập. Hiện nay do tình trạng đánh bắt ngày càng cao của người dân nên số lượng cá vồ cờ ngày càng khan hiếm. Cá vồ cờ ở Việt Nam vừa được xếp vào danh sách top 100 loài động vật có nguy cơ bị đe dọa nhất thế giới.

## Đặc trưng
Cá vồ cờ có lớp da nhuộm màu bằng các tế bào hắc tố sẫm màu. Nó có cái đầu rộng, bẹp, không ria. Phần bụng màu trắng bạc, uốn cong trong khi phần lưng màu nâu sẫm. Các vây lưng, bụng và chậu có màu xám sẫm và tia vây đầu tiên kéo dài ra như sợi chỉ. Cá thể trưởng thành có thể dài tới 3,0 m (12 ft) và cân nặng tới 293 kg (646 lb). Theo Poulsen (2001) thì dường như có hai quần thể cá vồ cờ, bị chia cắt bởi thác Khone ở Champasak, Lào gần biên giới với Campuchia.

## Tập tính
Các cá thể nhỡ và trưởng thành có thức ăn là động vật giáp xác và cá. Cá vồ cờ là loài di cư. Nói chung nó đẻ trứng ngay trước khi vào mùa mưa.

## Quan hệ với con người
Việc đánh bắt loài cá này trước đây từng kèm theo là các nghi lễ mang màu sắc tôn giáo. Nó thường được nhắc tới trong các sách báo, phương tiện thông tin đại chúng. Loài cá này từng là một loại cá thực phẩm phổ biến và được tiếp thị như là sản phẩm sạch. Đôi khi người ta cũng nuôi loài này trong các bể cá cảnh.

## Hình ảnh

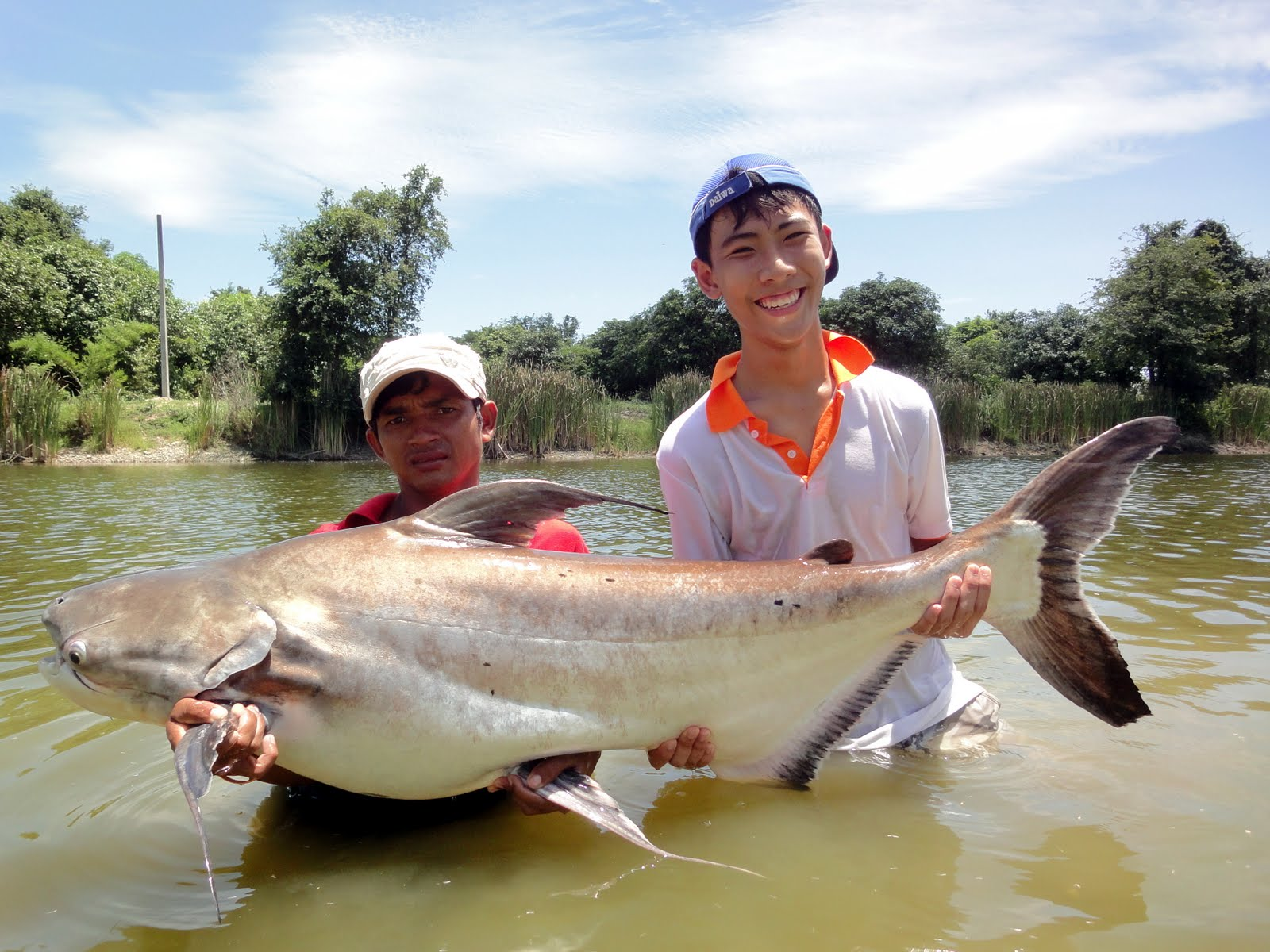
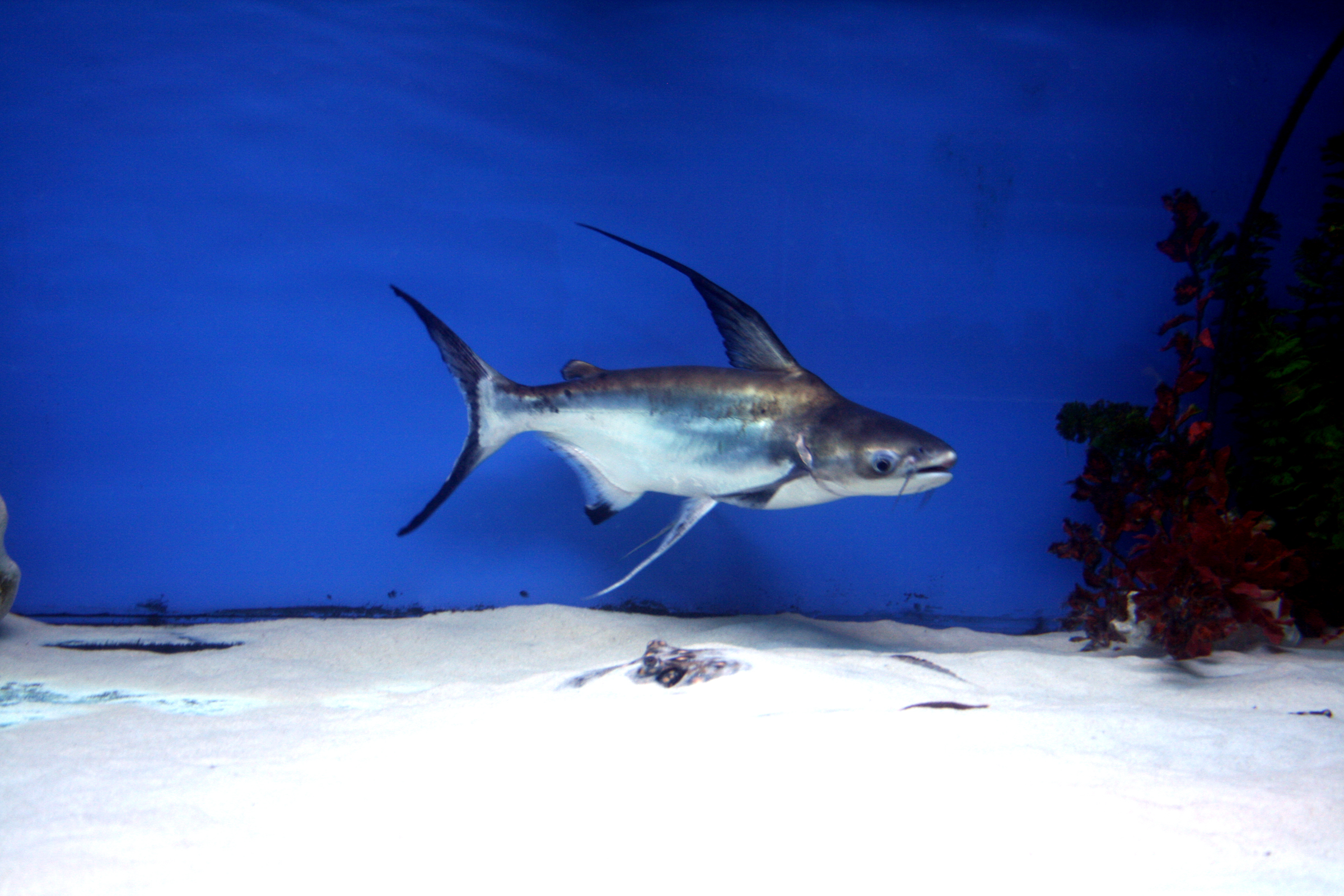
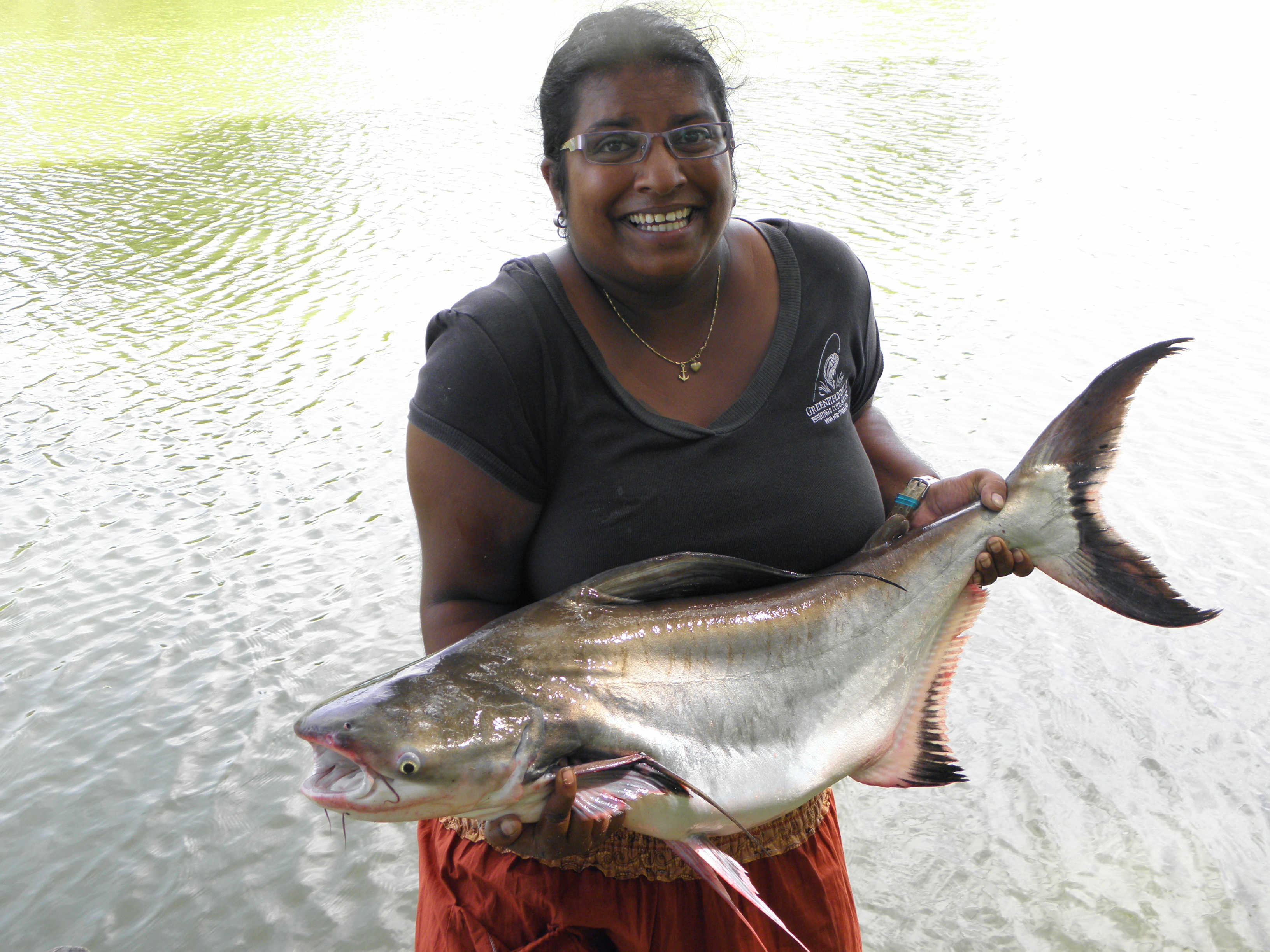
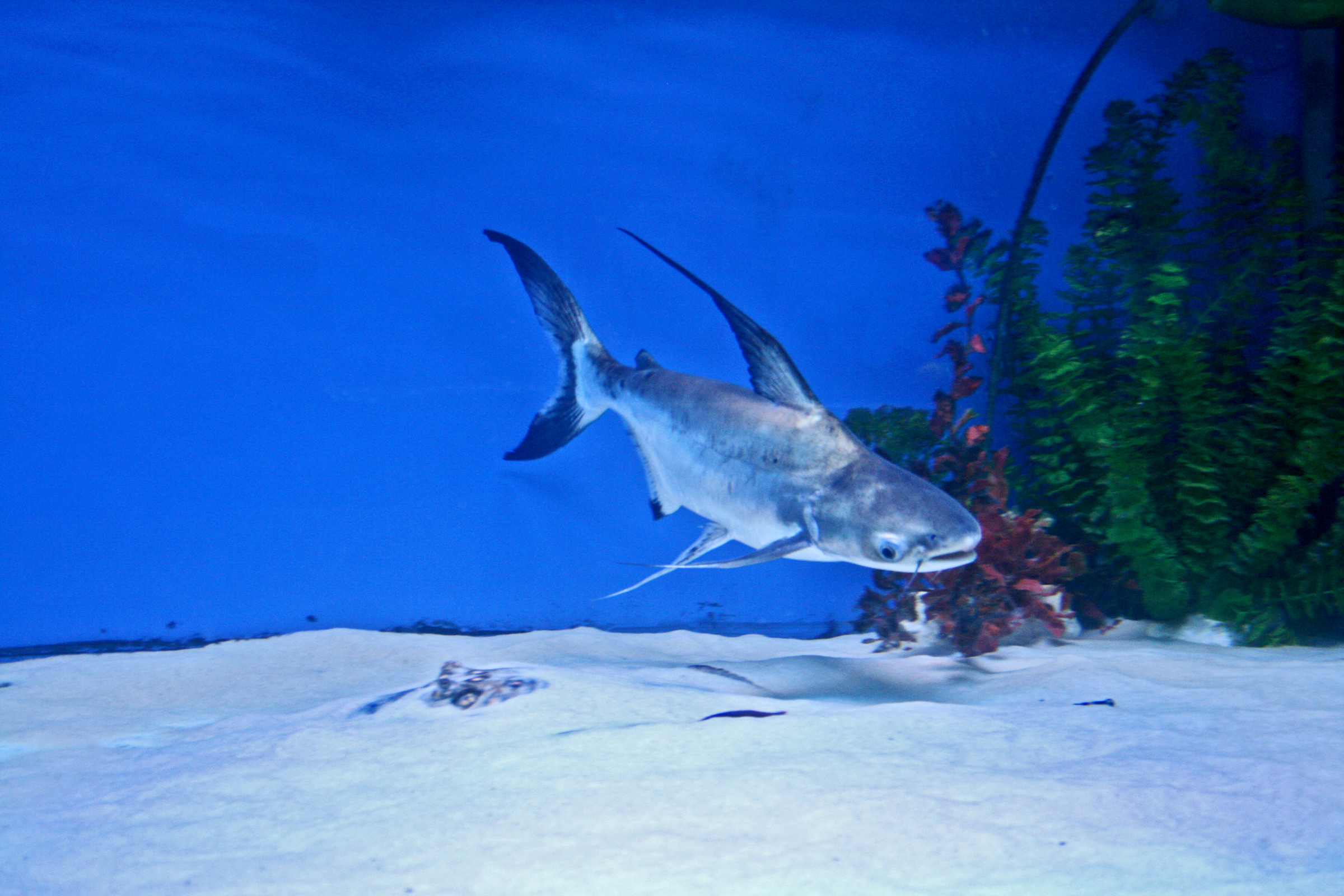